# Nettoreproduktionsrate
Die Nettoreproduktionsrate ist ein in der Demografie verwendetes Maß zur Beurteilung, ob die Geborenen eines Kalenderjahres ausreichen, um die Elterngeneration zu ersetzen, ohne dass Zu- und Abwanderung stattfinden.
Sie gibt an, wie viele Töchter ein neugeborenes Mädchen durchschnittlich im Laufe seines Lebens hätte, wenn die momentanen altersspezifischen (und auf Frauen bezogenen) Geburten- und Sterbeziffern für den gesamten Zeitraum bis zum Ende seiner fruchtbaren Lebensphase gelten würden.
Sie schätzt also die Stärke der Töchtergeneration relativ zur Müttergeneration unter den gegenwärtig herrschenden Bedingungen ab und ist folglich ein Maß für die Reproduktionskraft der Bevölkerung. Bei einem Wert unterhalb von 1 muss man (unter Ausschluss von Migration) langfristig von einem Bevölkerungsrückgang ausgehen, sofern nicht steigende Geburten- und/oder sinkende Sterbeziffern entgegenwirken; umgekehrt bei einem Wert oberhalb von 1 von einem Bevölkerungswachstum. Ein Wert nahe bei 1 entspricht einer zahlenmäßig unveränderten oder stabilen Bevölkerung.
Die Geschwindigkeit des Wachstums bzw. des Rückgangs lässt sich mit der Nettoreproduktionsrate im Allgemeinen nicht quantifizieren, weil dafür auch das Alter der Mütter bei der Geburt sowie die Lebenserwartung jenseits der fruchtbaren Lebensphase eine wesentliche Rolle spielt.
Die Nettoreproduktionsrate wird ermittelt, indem die altersspezifischen Geburtenziffern mit dem Anteil der Mädchen an den Geburten sowie dem Anteil der Frauen, der diese Altersklasse erreicht, multipliziert und dann summiert und durch 1'000 geteilt werden.

## Bruttoreproduktionsrate
Die Bruttoreproduktionsrate unterscheidet sich von der Nettoreproduktionsrate dadurch, dass die Mortalität nicht berücksichtigt, also angenommen wird, dass jedes Mädchen bis zum Ende des gebärfähigen Alters überlebt. Sie kann als obere Schranke sinnvoll sein, wenn etwa erwartet wird, dass eine hohe Kindersterblichkeit in näherer Zukunft radikal zurückgeht. Allerdings wird dann in der Regel auch die Annahme konstanter Geburtenziffern nicht besonders realistisch sein.

## „Mütterrate“
Die DDR betrieb eine Geburtenförderungspolitik. Damit sollten Frauen in gebärfähigem Alter bzw. Paare ermutigt werden, ein Kind bzw. Kinder zu bekommen
- trotz der Schwierigkeiten in der DDR-Mangelwirtschaft und
- obwohl von Müttern erwartet wurde, dass sie berufstätig waren.

(siehe auch Frauen- und Familienpolitik der DDR, Frauenarbeit).
Der Erfolg dieser Politik wurde unter anderem an der damals so genannten „Mütterrate“ gemessen. Sie betrug teils über 90 Prozent.

## Nettoreproduktionsrate weltweit
Folgende Liste gibt Überblick über die Nettoreproduktionsrate in verschiedenen Ländern im Zeitraum von 2010 bis 2015 laut Zahlen der Vereinten Nationen. Unter allen Staaten und Territorien hatte der Niger die höchste Nettoreproduktionsrate (2,98 Töchter pro Frau) und Taiwan die niedrigste (0,52 Töchter pro Frau).
| Land                         | Nettoreproduktionsrate (Töchter je Frau) |
| ---------------------------- | ---------------------------------------- |
| Niger                        | 2,981                                    |
| Demokratische Republik Kongo | 2,579                                    |
| Tansania                     | 2,296                                    |
| Afghanistan                  | 2,233                                    |
| Nigeria                      | 2,117                                    |
| Äthiopien                    | 2,004                                    |
| Kenia                        | 1,834                                    |
| Pakistan                     | 1,590                                    |
| Ägypten                      | 1,582                                    |
| Philippinen                  | 1,417                                    |
| Indonesien                   | 1,137                                    |
| Südafrika                    | 1,126                                    |
| Mexiko                       | 1,085                                    |
| Indien                       | 1,064                                    |
| Bangladesch                  | 1,022                                    |
| Türkei                       | 1,000                                    |
| Frankreich                   | 0,958                                    |
| Schweden                     | 0,912                                    |
| Kolumbien                    | 0,912                                    |
| Australien                   | 0,908                                    |
| Vereinigtes Königreich       | 0,908                                    |
| Vereinigte Staaten           | 0,904                                    |
| Vietnam                      | 0,899                                    |
| Belgien                      | 0,861                                    |
| Brasilien                    | 0,846                                    |
| Niederlande                  | 0,836                                    |
| Iran                         | 0,829                                    |
| Russland                     | 0,807                                    |
| Kanada                       | 0,775                                    |
| Schweiz                      | 0,738                                    |
| Volksrepublik China          | 0,726                                    |
| Thailand                     | 0,726                                    |
| Österreich                   | 0,699                                    |
| Deutschland                  | 0,688                                    |
| Italien                      | 0,687                                    |
| Japan                        | 0,680                                    |
| Polen                        | 0,643                                    |
| Spanien                      | 0,639                                    |
| Südkorea                     | 0,590                                    |
| Taiwan                       | 0,523                                    |
| Welt                         | 1,102                                    |